# طواف لومبارديا 1990
طواف لومبارديا 1990 (بالإيطالية: Giro di Lombardia 1990)‏ هو سباق دراجات هوائية من فئة  سباق يوم واحد، وهو الموسم الرابع والثمانين من طواف لومبارديا، وأقيم في 20 أكتوبر 1990 ضمن سباقات كأس العالم لسباق الدراجات على الطريق 1990 ‏.
فاز بالمركز الأول جيل ديليون، وبالمركز الثاني باسكال ريتشارد، وبالمركز الثالث شارلي موتيت.

## الفرق
| فرق دراجات محترفة (28)- Helvetia–La Suisse ‏ - RMO (cycling team) ‏ - Crédit Agricole (cycling team) ‏ - CLAS–Cajastur ‏ - Lotto-Superclub - Selle Italia–Eurocar ‏ - فريق أونسه ‏ - Weinmann (cycling team) ‏ - PDM (cycling team) ‏ - Del Tongo (cycling team) ‏ - Chateau d'Ax (cycling team) ‏ - Ariostea (cycling team) ‏ - La Vie Claire ‏ - Diana-Colnago-Animex - Carrera (cycling team) ‏ - Malvor–Bottecchia ‏ - Panasonic (cycling team) ‏ - أموري وفيتا - برودير ‏ - Buckler - Aki–Safi ‏ - Alfa Lum ‏ - Castorama (cycling team) ‏ - Italbonifica-Navigare - TVM (cycling team) ‏ - Saeco (cycling team) ‏ - Banesto - 7-Eleven (cycling team) ‏ - Histor–Sigma ‏ |  |
| |  |

## التصنيف العام النهائي
| التصنيف العام | التصنيف العام     | التصنيف العام                   | التصنيف العام | التصنيف العام |
| العداء        | العداء            | الفريق                          | الوقت         |               |
| ------------- | ----------------- | ------------------------------- | ------------- | ------------- |
| 1             | جيل ديليون        | Helvetia–La Suisse ‏             | 6 س 11 د 45 ث |               |
| 2             | باسكال ريتشارد    | Helvetia–La Suisse ‏             | + 0 ث         |               |
| 3             | شارلي موتيت       | RMO (cycling team) ‏             | + 0 ث         |               |
| 4             | روبرت ميلر        | Crédit Agricole (cycling team) ‏ | + 0 ث         |               |
| 5             | فيديريكو اتشاڤ ‏   | CLAS–Cajastur ‏                  | + 0 ث         |               |
| 6             | كلود كريكويليون   | لوتو سودال                      | + 3 د 35 ث    |               |
| 7             | ليوناردو سييرا    | Selle Italia–Eurocar ‏           | + 3 د 35 ث    |               |
| 8             | مارينو ليخاريتا   | فريق أونسه ‏                     | + 3 د 38 ث    |               |
| 9             | Thomas Wegmüller ‏ | Weinmann (cycling team) ‏        | + 3 د 56 ث    |               |
| 10            | شون كيلي          | PDM (cycling team) ‏             | + 4 د 06 ث    |               |
|               |                   |                                 |               |               |
|               |                   |                                 |               |               |